# Brú na Bóinne
Brú na Bóinne – kompleks neolitycznych grobowców korytarzowych, kolumn skalnych oraz innych zabytków prehistorycznych, datowanych na okres około 3000 roku p.n.e., znajdujący się meanderze rzeki Boyne w Irlandii. Kompleks został wpisany w 1993 na Listę światowego dziedzictwa UNESCO.
Najbardziej znane miejsca wykopalisk w Brú na Boinne to grobowce korytarzowe (Newgrange, Knowth i Dowth) znane ze znaczących kolekcji sztuki megalitycznej. 